# Vulcain 2
El motor Vulcain 2, es un motor cohete desarrollado en Francia e hizo su primer vuelo en 2002. El motor se utiliza actualmente en el cohete Ariane 5.
Este motor genera un 30% más de potencia que su predecesor, el Vulcain 1.

## Historia
El desarrollo de la Vulcain 2 empezó como parte del programa Ariane-5 Evolution de la Agencia Espacial Europea. El programa, que fue avalado por los ministros de los Estados miembros de la Agencia en octubre de 1995, en el Consejo Ministerial en Toulouse permitió empezar con el desarrollo del motor.